# Kärlekens språk 2000
Kärlekens språk 2000 è un film del 2004 diretto da Anders Lennberg.
Il film è il remake di Ur kärlekens språk del 1969 e presenta diversa scene di nudo.

## Trama
Non c'è programma di educazione sessuale più popolare di quello condotto da Stella Luna. Lo show segue alcune storie come quella di due ragazze lesbiche, quella di alcuni anziani con problemi di impotenza e quella di alcuni ragazzi che fanno un provino per recitare in uno spot per contraccettivi.